# Gaius Laecanius Bassus (Konsul 64)

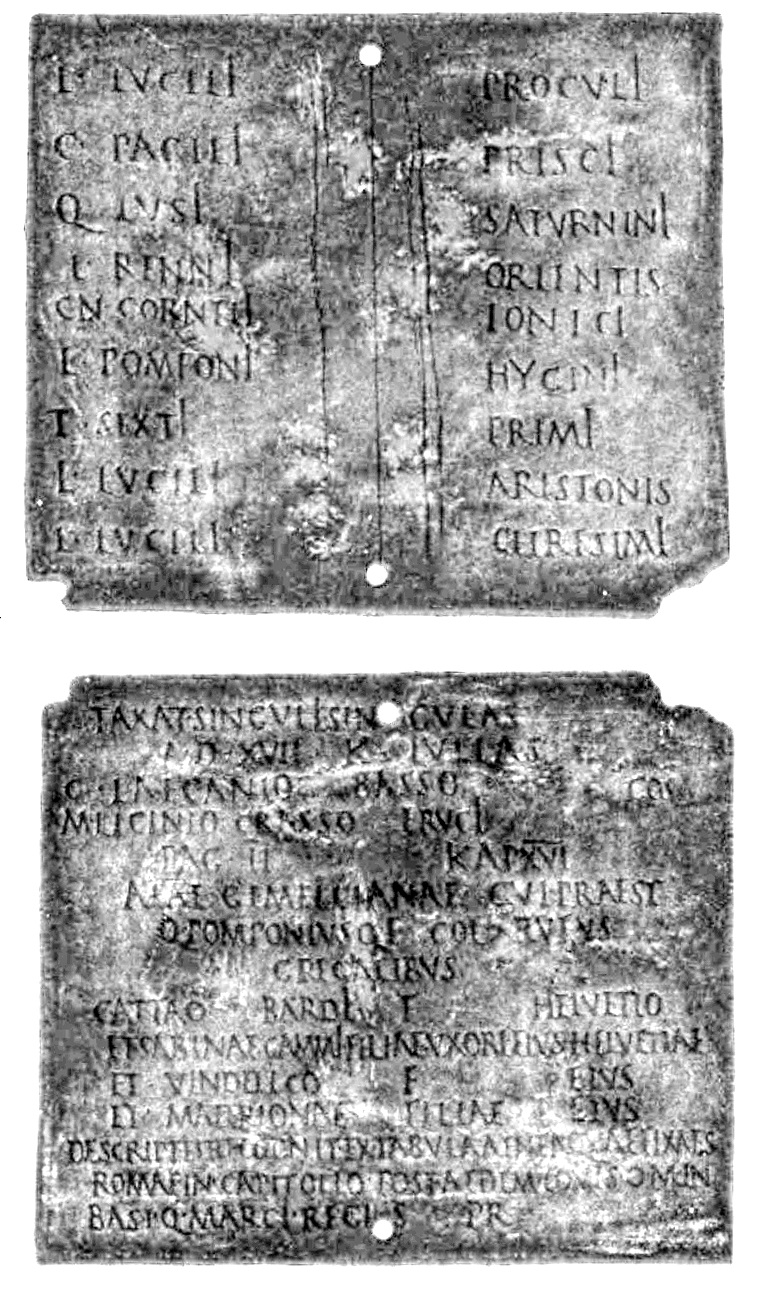
Das Militärdiplom von 64 n. Chr.

Gaius Laecanius Bassus war ein im 1. Jahrhundert n. Chr. lebender römischer Politiker.
Durch ein Militärdiplom, das auf den 15. Juni 64 datiert ist, ist belegt, dass Bassus im Jahr 64 zusammen mit Marcus Licinius Crassus Frugi ordentlicher Konsul war. Das Konsulnpaar ist auch durch Inschriften belegt.
Wie Plinius der Ältere berichtet, starb er vor 78 an einer Infektion.